# Igienista dentale
L'igienista dentale o dottore in igiene dentale è, nell'ordinamento italiano, un professionista sanitario che esercita in piena autonomia la propria attività, coadiuvando quella degli odontoiatri.
Tale professionista si occupa, nello specifico, della prevenzione delle patologie oro-dentali, e promuove la salute orale dei pazienti al fine di migliorarne anche la salute sistemica, nonché l'estetica e l'autostima; ha come fine la prevenzione e la terapia a livello del cavo orale con conseguenti implicazioni sistemiche. Riveste un ruolo importante nella terapia non chirurgica di mantenimento dei pazienti con malattia parodontale (parodontite).
La professione può essere esercitata in regime di dipendenza o come libero professionista.

## Funzioni
L'igienista dentale:

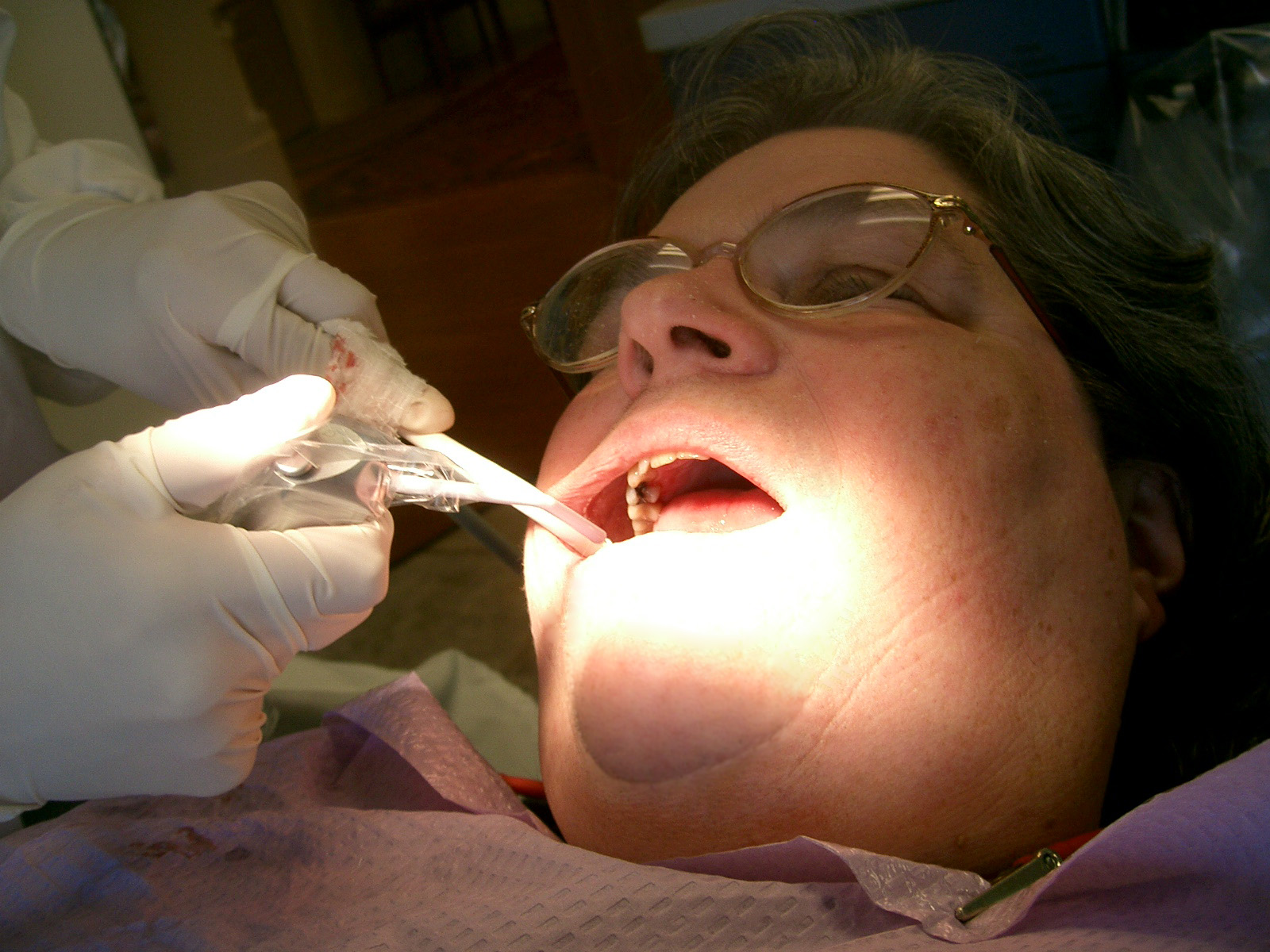
Paziente sottoposto a una delle fasi della Igiene Orale Professionale (IOP)

- effettua in maniera autonoma lo scaling and root planing o levigatura radicolare - curettage; (pulizia a fondo delle tasche gengivali)
- rileva i parametri biometrici del parodonto
- collabora alla compilazione della cartella clinica a fini diagnostici e statistici
- provvede all'istruzione sulle varie metodiche di igiene orale
- usa mezzi diagnostici idonei ad evidenziare la placca batterica  (rilevatori di placca vitale)
- effettua la rimozione (meccanica o manuale) di placca batterica e tartaro, dalle superfici dentali e implantari
- effettua polishing (lucidatura) delle superfici dentali
- lucida e leviga restauri conservativi (otturazioni in amalgama e composito)
- lucida e leviga restauri protesici fissi e mobili
- fornisce consigli per una corretta alimentazione ai fini della tutela della salute dentale
- esegue manovre di profilassi del cavo orale, quali applicazioni topiche di fluoro, agenti rimineralizzanti, sigillature dei solchi, applicazione topica di gel desensibilizzanti e spray desensibilizzanti
- prescrive collutori
- prescrive fluoroprofilassi topica domiciliare
- prescrive probiotici orali da banco per equilibrare la flora batterica orale
- esegue sbiancamento dentale a fini estetici
- desensibilizza e aiuta il paziente a superare le paure alle cure dentali
- fidelizza con i richiami di igiene regolare il paziente allo studio dentistico
- sensibilizza il paziente all'importanza delle cure medico dentistiche

## Percorso formativo
Per esercitare la professione di igienista dentale in Italia è necessario, ad oggi, conseguire la laurea di I livello e l'abilitazione all'esercizio della professione di igienista dentale oppure possedere un titolo del previgente ordinamento riconosciuto equipollente o equivalente. I laureati in igiene dentale possono avvalersi del titolo di dottore in igiene dentale.
- Diploma universitario in igiene dentale (3 anni) (esame abilitante all'esercizio della professione);
- Laurea triennale in igiene dentale (3 anni, 180 CFU) - Titolo: "dottore in igiene dentale";
- Laurea magistrale in scienze delle professioni sanitarie tecniche assistenziali (2 anni, 120 CFU) - Titolo: "dottore magistrale in igiene dentale".

La legge 3/2018 denominata decreto Lorenzin, prevede fra le altre cose, l'istituzione di un albo professionale per le professioni sanitarie (quindi anche per l'Igienista Dentale), che ad oggi non era previsto. Si ritiene che tale misura garantirà maggior tutela per i cittadini e per i professionisti.

## Normativa
La figura dell'igienista dentale è stata proposta il 24 febbraio 1974 a livello comunitario con una Risoluzione del Consiglio dei ministri (Resolution (74)6F), in Italia è regolamentata dal decreto ministeriale 15 marzo 1999 n.137 che ne definisce il profilo professionale:
2. L'igienista dentale:
a) svolge attività di educazione sanitaria dentale e partecipa a progetti di prevenzione primaria, nell'ambito del sistema sanitario pubblico;
b) collabora alla compilazione della cartella clinica odontostomatologica e provvede alla raccolta dei dati tecnico-statistici;
c) provvede all'ablazione del tartaro e alla levigatura delle radici nonché all'applicazione topica dei vari mezzi profilattici;
d) provvede all'istruzione sulle varie metodiche di igiene orale e sull'uso dei mezzi diagnostici idonei ad evidenziare placca batterica e patina dentale motivando l'esigenza dei controlli clinici periodici;
e) indica le norme di una alimentazione razionale ai fini della tutela della salute dentale.
3. L'igienista dentale svolge la sua attività professionale in strutture sanitarie, pubbliche o private, in regime di dipendenza o libero-professionale, su indicazione degli odontoiatri e dei medici chirurghi legittimati all'esercizio della odontoiatria.»
Il decreto ministeriale 27 luglio 2000 prevede l'equipollenza dei titoli.
Di importanza estrema sono i compiti dell'igienista dentale dedicati all'educazione e all'istruzione alla igiene orale, affiancando la responsabilità nella prevenzione delle affezioni orodentali nelle scuole i servizi di igiene e sanità pubblica previsti dal D.P.R. n. 264 del 1961:
f) all'educazione igienico-sanitaria della popolazione scolastica; ...
Art. 12 I servizi medico-specialistici di cui all'articolo 11 concernono: 
1) le imperfezioni e le malattie dentarie; ...»